# 卢卡·佩莱格里尼 (1963年)
卢卡·佩莱格里尼（義大利語：Luca Pellegrini，1963年3月24日—），意大利男子足球运动员，司职后卫。他曾代表意大利国奥队参加1988年夏季奥林匹克运动会足球比赛，获得第四名。